# Postsparkassenskandal
Als Postsparkassenskandal werden die Aufdeckung schwerster Verluste der Österreichischen Postsparkasse im Jahr 1926 und die damit verbundenen politischen Wirkungen bezeichnet.
Der in der zweiten Jahreshälfte 1926 im Anschluss an die Krise der Centralbank der deutschen Sparkassen aufgebrochene Postsparkassenskandal gehört mit dem Zusammenbruch von Bodencreditanstalt (1929), der Krise der Creditanstalt (1931) und dem Phönix-Skandal (1936) zu den größten Finanzskandalen Österreichs der Zwischenkriegszeit. Er erwuchs im Wesentlichen aus dem  verlustreichen spekulativen Zusammenspiel der Leitung des staatlichen Finanzinstituts mit dem Großspekulanten Siegmund Bosel.

## Hintergrund und Vorgeschichte
Anfang der zwanziger Jahre waren die Wirtschaft Österreichs und insbesondere das Bankwesen geprägt durch Inflation und Börsenkrach. Die galoppierende Inflation, die 1922 einen Höhepunkt erreichte und 1923 noch einmal aufflammte, hatte nicht nur die Ersparnisse weiter Teile der Bevölkerung, sondern auch die Aktiva der Banken weitgehend entwertet. Im Zusammenhang mit der Genfer Sanierung und den damit verbundenen Abschlagszahlungen für abgebaute Bundesbedienstete kam es zudem zu einem plötzlichen Geldstrom, der vielfach in Effekten investiert wurde und die Aktienpreise in die Höhe trieb. Im Jahr 1924 brach diese Hausse zusammen.

## Ablauf der Krise
Bereits im Juli 1922 informierte der Vorsitzende der Bankenkommission Wittek, ein ehemaliger Finanzminister der Donaumonarchie, den damaligen Bundeskanzler Ignaz Seipel über fragwürdige Devisengeschäfte der Postsparkasse. Daraus erwuchsen aber keine Maßnahmen, und die Goldbilanz der PSK von 1925 wies wahrheitswidrig einen Gewinn und einen Reservefonds auf, während tatsächlich  mit einem Verlust in etwa hundertfacher Höhe des angeblichen Reservefonds hätte abgeschlossen werden müssen.
Am 22. September 1926 trat  dann plötzlich der langjährige Gouverneur des Postsparkassenamtes Schuster zurück, nach dem Urteil von Karl Ausch eher ein Verwaltungsbeamter als ein Finanzfachmann. Zur etwa gleichen Zeit begann das in Finanzangelegenheiten stets gut informierte linke Sensationsblatt Der Abend eine Artikelserie über die Postsparkasse. Anders als im Falle der Centralbankaffäre hatten die Enthüllungen des „Abend“ aber keinen Bank Run auf die PSK zur Folge, die als staatliches Institut besonderes Vertrauen genoss.
Anfang November 1926 wurde der im Parlament seit 1924 über ein neues Postsparkassengesetz beratende Unterausschuss des Finanzausschusses mit der Untersuchung der Misswirtschaft in der PSK betraut. Die Beratungen des besagten Parlamentsausschusses ergaben, dass die enormen Verluste der PSK im Wesentlichen auf drei Wegen zustande gekommen waren:
1. durch eigene Spekulationen der PSK in Effekten und Devisen
2. durch Transaktionen zwischen der PSK und Siegmund Bosel
3. durch Sanierungs- und Hilfsaktionen für in Schwierigkeiten befindliche, meist der Christlichsozialen Partei nahestehende Banken (etwa die Österreichische Allgemeine Kreditbank, die Austro-Holländische Bank, die Austria-Bank, die Allgemeine Industriebank, die Agrarbank für die Alpenländer, die Tiroler Vereinsbank, die Österreichisch-kaufmännische Bank, sowie die Wiener Lombard- und Escomptebank).

Die Gesamtverluste überstiegen nicht nur das Eigenkapital der PSK, sondern lagen im Bereich von etwa 30 Prozent der bei ihr eingelegten Mittel.
Der Ursprung dieser gigantischen Verluste lag in der Tatsache begründet, dass das alte, noch aus den Zeiten der Donaumonarchie stammende Postsparkassengesetz diesem Institut den Kauf von Aktien nicht gestattete. In der Inflationsperiode nach dem Ersten Weltkrieg war aber die Veranlagung in Staatspapieren noch weniger sinnvoll, die PSK begann daher im Widerspruch zu ihrer gesetzlichen Festlegung, doch Effekten- und Devisengeschäfte in großem Umfang durchzuführen. Maßgeblich dafür dürfte der die tatsächliche Leitung des Instituts ausübende Vizegouverneur Klimesch gewesen sein. Dieser wollte nicht direkt an der Börse auftreten, sondern bediente sich als Mittelsmann des Siegmund Bosel. Während der großen Aktienhausse des Jahres 1923 wurde die Postsparkasse (bei bereits stabilisierter Währung) zum größten Börsenspekulanten Österreichs. Aus dem Zusammenbruch dieser Hausse erwuchsen die ersten großen Verluste der Postsparkasse aber auch Bosels. Es stellte sich in der Folge heraus, dass dieser aus seiner Geschäftsverbindung mit der PSK große Schulden aufgehäuft hatte. Er wurde aber in dieser Sache sehr pfleglich behandelt. Diese auffallend wohlwollende Behandlung Bosels wurde unter anderem durch Finanzminister Jakob Ahrer an den Tag gelegt, der im September 1926 kurz vor Offenlegung seiner Rolle im PSK-Skandal zeitweilig nach Kuba emigrierte. Aber auch dem langjährigen niederösterreichischen Landeshauptmann und zeitweiligen Bundeskanzler Karl Buresch wurde ein Naheverhältnis zu Bosel und eine Verwicklung in den Postsparkassenskandal nachgesagt.